# Neupokojeni
Neupokojeni je 674. redovna epizoda Zagora objavljena u svesci #206. u izdanju Veselog četvrtka. Na kioscima u Srbiji se pojavila 16. novembra 2023. Koštala je 350 din (3 €; 3,2 $). Imala je 94 strane. Ovo je treći deo duže epizode koja ima pet nastavaka. Počela u #204, a završila se u #209.

## Originalna epizoda
Originalna sveska pod nazivom Non-mort objavljena je premijerno u #674. regularne edicije Zagora u izdanju Bonelija u Italiji 2. septembra 2021. Epizodu je nacrtao Valter Venturi, a scenario napisao Rauh Jakopo. Naslovnu stranu je nacrtao Alesandro Pičineli. Cena sveske za evropskom tržištu iznosila je 4,9 €.

## Kratak sadržaj
Prolog. Zapadni Karparti, na granici Slovačke i Mađarske. U ogromnom dvorcu baronica Ilenija Varga okovana je za zid. Tamna prilika joj prilazi i kaže joj da će uskoro morati da mu pomogne da se obračuna sa Zagorom.
Glavna priča. Beč. Glavni grad Austrougarske. Zagor je stigao u Evropu. Frida Lang (rođena u Beču) se budi u groznici. Pukovnik Kkoraši dovodi kapetana Janoša da bi organizovao prevoz vojnim transportom. Svi zajedno odlučuju da se upute u Rakošijev dvorac na konačni obračun. Svi zajedno kreću na Severnu železničku stanicu gde hvataju tada jedini voz u Austrougarskoj koji povezuje Beč sa rudarskim oblastima severne Moravske, tj. sa mestom Olmic, koje se nalazi nadomak Ostrave, gde je njihovo odredište. Dok putujju vozom, napadau ih dva vukodlaka predvođeni ciganinom. Zagor i vojnici uspevaju da ubiju vukodlake, ali ciganin je uspo da otkači lokomotivu od ostatka kompozicije, tako da je voz stao u mračnoj šumi. Janoš predlaže da se preživeli upute kao obližnjoj farmi na kojoj se ponovo sukobljavaju sa vukodlacima i Ciganinom, preko kojeg Rakoši Zagoru upućuje poruku da ga očekuje u svom dvorcu. Na kraju epizode Zagor, Čiko, Frida i još dva vojnika kreću prema Rakošijevom dvorcu.

## Vremensko određenje epizode
Deo epizode se dešava u Londonu oko 1888. u vreme kada se desila serija misterioznih ubistava (pet žena pod imenom Kanonska petorka) za koje se verovalo da ih je počinio Džek Trbosek. Zagor i Čiko u London stižu brodom čiji stariji kapetan kaže da se kao mlad mornar borio u bici kod Trafalgara 1805. god. zajedno sa admiralom Nelsonom (1785-1805). Deo radnje epizode se dešava u Austrouagrskoj na čijem čelu je u tom trenutku bio kralj Franz Jozef Prvi, car Austriuje i kralj Ugarske.

## Prethodno objavljivanje ove epizode
Ova epizoda već je objavljena u Srbiji u posebnoj ediciji Zagora Odabrane priče pod nazivom Rakoši! na stranama 191-284. Sveska je izašla 28.4.2022. kao #60.

## Prethodna i naredna epizoda
Prethodna sveska Zagora u okviru redovne edicije nosila je naslov Londonske noći (#205), a naredna Rakoši! (#207).